# Capucin des montagnes
Lonchura monticola
Espèce
Statut de conservation UICN

 LC  : Préoccupation mineure
Le Capucin des montagnes (Lonchura monticola) est une espèce de passereaux appartenant à la famille des Estrildidae.

## Répartition
Il est endémique de Papouasie-Nouvelle-Guinée.